# Gregori II de Túsculum
Gregori II de Túsculum fou fill d'Alberic III de Túsculum. Va succeir al pare com a comte de Túsculum i fou senyor de Roma amb el càrrec de cònsol. El 1044 va dirigir l'expedició cap a Roma que va restaurar a Benet IX. Va morir entre el 1054 i el 1058. Va deixar un fill: Gregori III de Túsculum.